# Herbst-Gletscher (Antarktika)
Der Herbst-Gletscher ist ein Gletscher im westantarktischen Marie-Byrd-Land. Er ist der östliche zweier Gletscher, die in der Ames Range von den Nordhängen des Mount Kosciusko in das vereiste Brown Valley fließen.
Der United States Geological Survey kartierte ihn anhand eigener Vermessungen und Luftaufnahmen der United States Navy zwischen 1959 und 1965. Das Advisory Committee on Antarctic Names benannte ihn 1974 nach Emmett Lee Herbst (1925–1998), der von 1968 bis 1969 am Bohrprogramm auf der Byrd-Station beteiligt und zwischen 1971 und 1976 auf der McMurdo-Station und anderen Gebieten Antarktikas tätig war.